# Farbsupraleitung
Die Farbsupraleitung der Quantenfeldtheorie ist eine theoretisch aus der Quantenchromodynamik (QCD) erwartete Phase eines Gases aus Quarks und Gluonen.
Phasen wie die Farbsupraleitung ergeben sich bei
- sehr hohen Dichten von mehr als dem 10-Fachen der typischen Dichte von Atomkernen und gleichzeitig
- Temperaturen unterhalb von etwa 10 MeV (die Temperatur wird in der Teilchenphysik meist in Elektronenvolt angegeben, 1 MeV entspricht etwa 1010 Kelvin).

In Schwerionen-Stoßexperimenten lassen sich solche Dichten nicht erzielen – wohl aber noch höhere Temperaturen, wie sie schon länger zur Untersuchung von Quark-Gluon-Plasma verwendet werden. Dieses wird erwartet bei der typischen Atomkerndichte und ab etwa 170 MeV.

## Geschichte
Die Möglichkeit, dass sich in der QCD eine farbsupraleitende Phase bilden könnte, wurde schon in den 1970er Jahren erwogen. Der Begriff Farbsupraleitung (englisch color superconductivity) wurde 1977 am Caltech von Steven Frautschi und seinem Doktoranden Bertrand Barrois geprägt. In den 2000er Jahren wurden mit Hilfe von Methoden der Vielteilchentheorie der Festkörperphysik neue theoretische Erkenntnisse über die Phasen der QCD gewonnen.

## Beschreibung
Eine Farbsupraleitungsphase bildet sich aus Quark-Quark-Paaren, die sich über den Austausch von Gluonen gegenseitig anziehen. Dies ist analog zu den Cooper-Paaren von Elektronen im metallischen Supraleiter nach der BCS-Theorie, die sich mittels Phononen gegenseitig anziehen. Analog erhalten die farbgeladenen Gluonen eine Masse, so dass ihre Reichweite begrenzt ist, wie die der Magnetfelder im Festkörper-Supraleiter („Meissner-Effekt“). Die farb-neutralen Gluonen bleiben dagegen in vielen Farbsupraleitungs-Phasen masselos und bilden zudem mit dem elektromagnetischen Photon neue Mischzustände („rotated photon“).

## Mehrere Sorten
Im Gegensatz zum gewöhnlichen Supraleiter gibt es verschiedene Sorten von Farbsupraleitung, da Quarks mit ihren Quantenzahlen Flavour und Farbe in mehr Variationen auftreten als Elektronen. Für den Grenzfall unendlich hoher Dichte können in der QCD störungstheoretische Rechnungen angestellt werden, die bei drei Quark-Flavours die Bevorzugung einer Color-Flavor-locked-Phase (CFL) zeigen; in ihr sind bei Quark-Paaren bestimmter Flavour-Kombinationen die zugehörigen Farb-Kombinationen festgelegt (engl. locked). Für andere Bereiche des Phasendiagramms sind Vorhersagen schwieriger, da die sonst in der QCD verwendeten Gitterrechnungen bisher auf den Bereich hoher Dichten nicht anwendbar sind.

## Vorkommen in Neutronensternen
Sehr dichte Materie existiert möglicherweise im Inneren von Neutronensternen, den Relikten von Supernovae. Ihre Materie stellt man sich üblicherweise als Kernmaterie aus Nukleonen (hier Fermigas) und Mesonen vor. Daneben könnte bei entsprechenden Bedingungen auch eine Farbsupraleitungsphase vorliegen. Die Auswirkungen wären sehr subtil und würden sich, wie die Theoretiker hoffen, in Effekten wie der Abkühlrate des Neutronensterns oder in seinem Rotationsverhalten zeigen. Theoretisch erwartet man nämlich, dass der Farbsupraleitungszustand eine Supraflüssigkeit ist, d. h. eine verschwindende innere Reibung aufweist, was nach allgemeiner Überzeugung zu einem raschen Abklingen der Stern-Rotation führen würde. In der Natur beobachtet man dagegen viele Pulsare mit relativ stabilen Rotationsperioden teilweise im Millisekundenbereich.